# Mauro Camoranesi
Mauro Germán Camoranesi Serra (Tandil, Argentina, 4 d'octubre de 1976) és un futbolista italià d'ascendència argentina que va jugar de centrecampista a la Juventus FC de la Serie A italiana. Camoranesi, va jugar per la selecció d'Itàlia des del 2003. El 2006 va aconseguir un dels seus majors èxits com a jugador en guanyar la Copa del Món amb la seva selecció.